# Al Qaeda en Irak
Al Qaeda en Irak (AQI), también denominado como Al Qaeda en Mesopotamia, es un término utilizado por los medios de comunicación masivos para describir el grupo que se supone que está desempeñando un papel activo en la insurgencia iraquí. El grupo estaba encabezado por Abu Musab al-Zarqawi hasta su muerte en 2006, ahora se cree que será dirigida por Abu Hamza al Muhajir (alias Abu Ayyub al-Masri). Irak es apenas uno más de los países en los cuales Al Qaeda tiene células.
El grupo es un sucesor directo de la anterior organización de al-Zarqawi, Yama'at al-Tawhid wal-Yihad. A partir de su declaración oficial a la declaración de lealtad a la red terrorista de Osama Bin Laden (al-Qaeda), en octubre de 2004, el grupo se identifica a sí mismo como Tanzim Qaidat Al Jihad fi Bilad al Rafidayn (TQJBR) ("Organización de la base de Jihad en Mesopotamia").
Sin embargo, la realidad es que la así llamada "insurgencia" presente en Irak no puede ser identificada simplemente como Al-Qaeda, siendo más bien una amalgama de grupos con diferentes liderazgos.
Se lo considera antecedente de ISIS Estado Islámico. Según la prensa occidental, ISIS sería una facción escindida de Al Qaeda en Irak. Su financiamiento es atribuido a Arabia Saudita y otros países del Golfo. También su financiamiento inicial fue atribuido a Estados Unidos por políticos como Ron Paul y Hillary Clinton, periodistas israelíes entrevistados en el programa alemán Cuadriga de la Deutsche Welle, y prensa independiente.